# Cochliopina riograndensis
Cochliopina riograndensis är en snäckart som först beskrevs av Henry Augustus Pilsbry och James Henry Ferriss 1906.  Cochliopina riograndensis ingår i släktet Cochliopina och familjen tusensnäckor. Inga underarter finns listade i Catalogue of Life.